# Krzysztof Jan Żegocki
Krzysztof Jan Żegocki herbu Jastrzębiec (ur. 1618 w Rostarzewie, zm. 11 sierpnia 1673 w Gościeszynie) – partyzant z czasów potopu szwedzkiego, starosta babimojski w 1646 roku, starosta koniński w 1666 roku, marszałek Trybunału Głównego Koronnego w 1660 roku, wojewoda inowrocławski 1666–1669.
Nazywany pierwszym partyzantem Rzeczypospolitej, był jednym z pierwszych i najaktywniejszych wodzów polskiej partyzantki w okresie potopu szwedzkiego. Atakował najeźdźców z bazy znajdującej się na Śląsku, później zaś dołączył do oddziałów Stefana Czarnieckiego. Po zakończeniu wojny rozpoczął karierę parlamentarną, a w 1669 roku przyjął święcenia kapłańskie i został biskupem chełmskim (30 stycznia 1670–1673).

## Życiorys
Urodził się w 1618 roku w Rostarzewie, jako syn senatora Marcina Żegockiego, kasztelana przemęckiego i Anny. Ukończył przypuszczalnie kolegium jezuickie lub Akademię Lubrańskiego. Był studentem wydziału teologicznego Akademii Krakowskiej. W 1638 lub 1639 r. ożenił się z Elżbietą Lintermans, z którą miał troje dzieci. Po jej śmierci w 1645 r. ożenił się z Jadwigą Zbijewską, która w wianie mężowi wniosła starostwo babimojskie. Miał z nią dwóch synów. Miał syna, m.in. Franciszka Żegockiego – starostę babimojskiego - męża Krystyny Ponińskiej.
W tym czasie brał udział w walkach przeciw powstańcom Chmielnickiego i z Tatarami. Od 1652 roku tytułował się "rotmistrzem Jego Królewskiej Mości". W okresie gdy pełnił funkcję starosty babimojskiego w 1655 roku wybuchła wojna polsko–szwedzka. Szwedzi represjonowali chłopów, rzemieślników, a szczególnie duchowieństwo katolickie. Po kapitulacji Wielkopolski pod Ujściem (1655) uszedł do Zielonej Góry, a wkrótce otrzymał dowództwo jednej z partii, jakie na terenie Wielkopolski organizował przeciw Szwedom wojewoda podlaski Jan Piotr Opaliński. Został organizatorem i dowódcą oddziałów partyzanckich walczących 1655–59 w okolicach Babimostu ze Szwedami podczas tzw. potopu szwedzkiego. Z miejscowości Zabór znajdującej się ok. 18 km od Zielonej Góry kierował partyzantami w pierwszym okresie walk. 4 października zdobył silnie obsadzony gród kościański (bitwa pod Kościanem), wybijając załogę szwedzką, następnie rozbił oddział landgrafa heskíego Fryderyka Hessen Eschweg, szwagra Karola Gustawa i zbiegł na Śląsk, gdzie przebywał prawdopodobnie do końca 1655 roku.
Sukces Krzysztofa Żegockiego stanowił dla Szwedów dotkliwy cios, a sam Żegocki otrzymał od króla nominację na pułkownika. 16 listopada otrzymał polecenie udania się z odsieczą klasztorowi jasnogórskiemu. Jednocześnie umożliwił wyjście króla Jana Kazimierza z Żywca w kierunku Spisza i Orawy. Pod koniec grudnia udał się w kierunku Jasnej Góry. Według wielu badaczy groźba ataku Żegockiego zmusiła Szwedów do odstąpienia od oblężenia Jasnej Góry. Po powrocie ze Śląska dowodził krótko partyzantką w Żywieckiem, a także stoczył potyczki pod Krakowem, Czarnym Ostrowem, Wieluniem, Piotrkowem i Magierowem. W lecie 1656 roku pojawił się w okolicach Poznania, uniemożliwiając przez kilka miesięcy załodze szwedzkiej zaopatrywanie się w żywność. Przez cały okres "potopu" działalność jego była niezwykle skuteczna. Później brał udział w walkach na terenie Brandenburgii, dotarł do Danii. W końcu 1658 roku wrócił do kraju, a jego udział w wojnie zakończył się.
W tym czasie rozpoczął działalność polityczną. W 1657 roku mianowany został chorążym województwa poznańskiego, w 1658 roku marszałkiem sejmiku w Środzie. Poseł sejmiku średzkiego na sejm 1658, 1659 i 1662 roku. W 1659 roku otrzymał podkomorstwo kaliskie po Krzysztofie Grzymułtowskim. Następnie walczył w Małopolsce i na Podolu, wziął również udział w wyprawie Stefana Czarnieckiego do Nowej Marchii i jesienią 1657 roku na Pomorze. W 1660 roku Żegocki z rąk króla otrzymał urząd podkomorzego kaliskiego i starosty konińskiego, a jednocześnie został wybrany marszałkiem Trybunału Koronnego w Piotrkowie, a w 1661 roku komisarzem do ustalenia granicy ze Śląskiem i Pomorzem. Od roku 1660 do 29 marca 1662 dzierżawił mennicę w Poznaniu, gdzie wspólnie z Mikołajem Gillim wyemitował wiele typów monet koronnych. W 1662 roku był członkiem komisji do uregulowania długów wojska. Przeciwstawiał się planom elekcji vivente rege. Był oponentem dworu, toteż mimo zasług wojennych pomijano go przy rozdziale godności. Prawdopodobnie wziął udział w rokoszu Lubomirskiego. Dopiero w 1666 roku król nadał Żegockiemu nominację na wojewodę inowrocławskiego, choć decyzja Jana Kazimierza spotkała się z krytyką szlachty kujawskiej. Na sejmie abdykacyjnym 16 września 1668 roku podpisał akt potwierdzający abdykację Jana II Kazimierza Wazy.
Po śmierci żony (1667/68) przyjął święcenia kapłańskie, decydując się na służbę Kościołowi. Był elektorem Michała Korybuta Wiśniowieckiego z województwa inowrocławskiego w 1669 roku. Szybko awansował w hierarchii, już w 1669 roku otrzymał stanowisko biskupa chełmskiego (30 stycznia 1670-1673). Na krótko przed śmiercią otrzymał nominację na biskupa kujawskiego. Jako biskup był bardzo sumiennym rządcą, jednocześnie poszerzał swą wiedzę teologiczną. Swoje rządy rozpoczął od wizytacji diecezji, chcąc zorientować się w sprawach wymagających pilnego załatwienia. Wciąż przecież dawały znać o sobie skutki powstań kozackich i potopu szwedzkiego, które nie zostały w pełni zlikwidowane. Jako obrońca Michała Korybuta Wiśniowieckiego był jednym z organizatorów konfederacji gołąbskiej w 1672 roku i bronił króla na sejmie 1673 roku. Był deputatem z Senatu do Rady Wojennej przy królu w 1673 roku. Nie zaniedbywał też spraw ogólnopaństwowych. Na krótko przed śmiercią otrzymał nominację na biskupa kujawskiego, ale wkrótce po nominacji zmarł w niewyjaśnionych okolicznościach, w sierpniu, przebywając w Gościeszynie, gdzie został pochowany.
Jako senator był obecny na sejmach: 1668 (I), 1668 (II), 1669 (I), 1672 (I) i 1673 roku.
Był autorem kilku drukowanych okolicznościowo pism kaznodziejskich, a w rękopisach Biblioteki Załuskich znajdowały się jeszcze w XIX wieku jego autorstwa Puncta rada J.K. Mcí podane po elekcyji nazajutrz, jakíemi środkami ad absolutym dominí aspírare ma.
Patron gimnazjów w Rostarzewie, Kębłowie i w Babimoście.